# فوج الشرطة الجبلية إس إس الثامن عشر
فوج الشرطة الجبلية إس إس الثامن عشر (بالألمانية: SS-Polizei-Gebirgsjäger-Regiment 18)‏ كان إسمه فوج الشرطة الجبلية الثامن عشر عندما تم تشكيله في عام 1942 من شرطة النظام وهو وحدة للقيام بمهام الأمن في أوروبا تحت الاحتلال الألماني. أعيد تشكيله كوحدة شوتزشتافل في أوائل عام 1943.

## تشكيل وتنظيم
تم طلب تشكيل الفوج في يوليو 1942 في غارميش-بارتنكيرشن، ألمانيا. أعيد تشكيل كتيبة الشرط الجبلية 302 وكتيبة الشرطة الجبلية 312 وكتيبة الشرطة الجبلية 325 لتكون أول إلى ثالث فوج من الكتيبة على التوالي. نقل الفوج إلى سلوفينيا بعد وقت قصير من تشكيله.  أصبح العقيد (إس- ستاندارتفهرر) هيرمان فرانز أول قائد له وبقي في القيادة حتى أغسطس 1943. 
أعيد تشكيل جميع أفواج الشرطة كوحدات شرطة تابعة لقوات الأمن الخاصة في 24 فبراير 1943. وفي مارس 1943 ذهب إلى شمال فنلندا وإلى واليونان في أكتوبر قبل أن يتراجع شمالًا عبر البلقان في أواخر 1944-1945. بينما كان تتمركز في اليونان، تم تكليف الكتيبة المدفعية للفوج.